# Вельки-Кртиш (район)

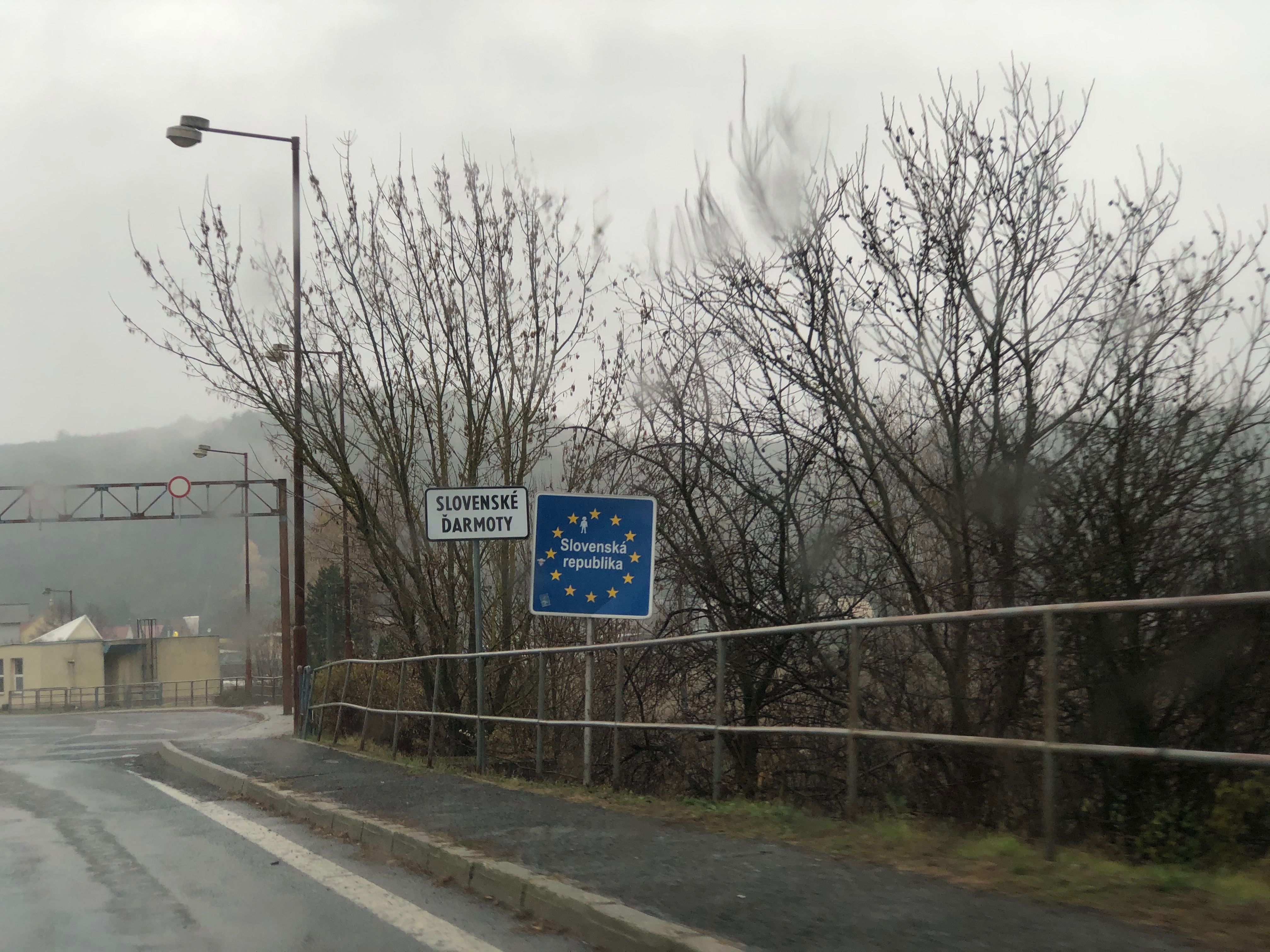
Граница с Венгрией

Район Вельки Кртиш (словац. Okres Veľký Krtíš) — район Словакии. Находится в Банскобистрицком крае.

## Население
| Год:        | 1994   | 2004    | 2014    | 2024    |
| ----------- | ------ | ------- | ------- | ------- |
| Broj ljudi: | 46 941 | 46 462  | 44 826  | 40 598  |
| Разница:    |        | −1,02 % | −3,52 % | −9,43 % |

| Год:                | 2023   | 2024    |
| ------------------- | ------ | ------- |
| Количество человек: | 40 900 | 40 598  |
| Разница:            |        | −0,73 % |

## Статистические данные (2001)
Национальный состав:
- Словаки — 68,0 %
- Венгры — 27,4 %
- Цыгане — 1,8 %
- Чехи — 0,5 %

Конфессиональный состав:
- Католики — 70,9 %
- Лютеране — 15,8 %